# Giannīs Tsarouchīs
Giannīs Tsarouchīs (in greco Γιάννης Τσαρούχης?; Il Pireo, 13 gennaio 1910 – Atene, 20 luglio 1989) è stato un pittore, costumista e scenografo greco.

## Biografia
Nato nel Pireo, Giannīs Tsarouchīs studiò all'Accademia di belle arti di Atene, dove fu allievo di Fōtīs Kontoglou, che lo introdusse all'iconografia bizantina. Dopo la laurea nel 1935, Tsarouchīs viaggiò per un anno tra la Francia, l'Italia e la Turchia, facendosi ispirare in particolare delle opere del rinascimento e dell'impressionismo, oltre ad incontrare e conoscere di persona Henri Matisse e Alberto Giacometti.
Nel 1938, due anni dopo il suo ritorno in patria, tenne la sua prima mostra ad Atene. Dopo aver combattutto contro gli invasori durante la campagna italiana di Grecia, Tsarouchis nel 1949 fondò il circolo artistico noto come "Armos" insieme a Nikos Chatzīkyriakos-Gkikas, Giannīs Moralīs, Nikos Nikolaou, Nikos Engonopoulos e Panayiotis Tetsis. Nel 1951 le sue opere furono messe in mostra a Parigi e Londra, mentre nel 1958 partecipò alla Biennale di Venezia. Nel 1967 si trasferì a Parigi.
Era omosessuale.

## Teatro e opera (parziale)
- Candida di George Bernard Shaw, regia di Giannoulis Sarantidis. Theatro Kotopouli di Atene (1937)Il costume disegnato da Tsarouchīs per Maria Callas in Medea (1958)

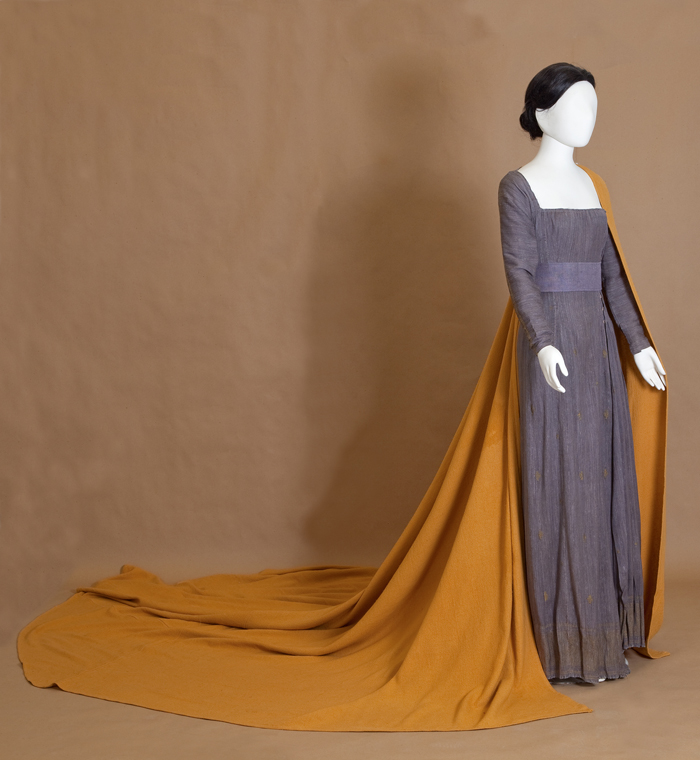
Il costume disegnato da Tsarouchīs per Maria Callas in Medea (1958)

- L'idiota da Fëdor Dostoevskij, regia di Pelos Katselis. Teatro nazionale della Grecia di Atene (1946)
- Nozze di sangue di Federico García Lorca, regia di Karolos Koun. Teatro Alikis di Atene (1947)
- Zio Vanja di Anton Čechov, regia di Karolos Koun. Teatro nazionale della Grecia di Atene (1952)
- Il profondo mare azzurro di Terence Rattigan, regia di Marios Ploritis. Theatro Kyvelis di Atene (1953)
- La casa di Bernarda Alba di Federico García Lorca, regia di Alexis Minotis. Theatro Kotopouli di Atene (1954)
- Piccola città di Thornton Wilder, regia di Karolos Koun. Theatro Technis di Atene (1955)
- La dodicesima notte di William Shakespeare, regia di Karolos Koun. Theatro Technis di Atene (1957)
- Medea di Luigi Cherubini, regia di Alexis Minotis, con Maria Callas. Dallas Opera di Dallas. (1958)
- Norma di Vincenzo Bellini, regia di Alexis Minotis, con Maria Callas. Teatro antico di Epidauro di Epidauro (1960)
- La visita della vecchia signora di Friedrich Dürrenmatt, regia di Alexis Minotis. Teatro nazionale della Grecia di Atene (1960)
- La donna del mare di Henrik Ibsen, regia di Spyros Evangelatos. Theatro George Pappas di Atene (1964)
- Giorni felici di Samuel Beckett, regia di Roger Blin. Theatro Athena di Atene (1972)
- Finale di partita di Samuel Beckett, regia di Alexis Minotis. Teatro nazionale della Grecia di Atene (1980)
- Lo zoo di vetro di Tennessee Williams, regia di Mimis Kougioumtzis. Theatro Technis di Atene (1988)

## Filmografia (parziale)

### Scenografo
- Risveglio domenicale (Kyriakatiko xypnima), regia di Michael Cacoyannis (1954)
- Stella, cortigiana del Pireo (Stella), regia di Michael Cacoyannis (1955)
- L'ultima bugia (To telefteo psema), regia di Michael Cacoyannis (1958)
- Eroica, regia di Michael Cacoyannis (1960)

### Costumista
- Eroica, regia di Michael Cacoyannis (1960)